# Honorativpräfix
Ein Honorativpräfix ist eine Vorsilbe, die vor Nomen gesetzt wird, um einen Ausdruck stilistisch aufzuwerten. Dies geschieht entweder, um dem Gesprächspartner gegenüber Respekt zu bezeugen, oder aus Respekt dem Gegenstand selbst gegenüber.
Honorativpräfixe als grammatikalisches Objekt gibt es unter anderem in der klassischen chinesischen Schriftsprache (wenyan, 文言) und im Japanischen.

## Japanisch
Im Japanischen gibt es fünf unterschiedliche Honorativpräfixe: o-, go-, on-, gyo- und mi-. o- wird üblicherweise vor Nomen verwendet, die japanisch gelesen werden, während go- dagegen vor sinojapanisch gelesenen Wörtern steht. Es gibt eine kleine Anzahl Ausnahmen von dieser Regel, mehr dazu weiter unten. gyo- ist eine Variante von go- für Wörter mit Bezug zum Kaiserhaus, wie gyoen („kaiserlicher Garten“) oder gyoi („der Wille seiner Majestät“). mi- ist ein veraltetes Präfix, wie bei mikoshi („Sänfte > tragbarer Schrein“) oder mikado („Tor > Kaiser“). on- ist eine Verkürzung der Kombination o-mi-, wie bei onsha („ihre Firma“).
Alle Präfixe werden mit demselben Kanji 御 geschrieben, so dass man statt von unterschiedlichen Präfixen auch von unterschiedlichen Lesungen des gleichen Präfix sprechen kann. Diese Unterscheidung ist aber rein akademisch. o wird im Allgemeinen mit dem ihm entsprechenden Hiragana お geschrieben, da diese Lesung des Zeichens im Gegensatz zu gyo, go und on nicht offiziell vom japanischen Kultusministerium genehmigt ist. go wird häufig mit seinem Hiragana ご geschrieben, weil es weitaus weniger Striche benötigt.
Ins Japanische übernommene Fremdwörter (Gairaigo) werden üblicherweise nicht mit dem Präfix versehen. Je mehr diese Wörter jedoch als „japanisch“ empfunden werden, umso eher klingt auch ein vorgeschobenes o- natürlich. o-bīru (Bier), o-kādo (Kreditkarte) und o-sōsu (Soße) sind zumindest umgangssprachlich möglich.
Das Honorativpräfix ist Teil der japanischen Höflichkeitssprache, es kommt daher immer in Kombination mit anderen Mitteln zum Einsatz, um seinem Gegenüber Respekt zu erweisen. In dieser Verwendung wird das Präfix vor Dinge gesetzt, die dem Gesprächspartner zugehörig sind, aber bei Gegenständen, die mit einem selbst in Verbindung stehen, weggelassen. Beispielsweise bezeichnet man die Visitenkarte seines Geschäftspartners als go-meishi (ご名刺), die eigene nur als meishi.
Eine zweite Verwendung ist der Respekt gegenüber dem Gegenstand selbst. Ein Beispiel dafür ist der japanische Ausdruck goshintai für den heiligen Gegenstand eines Shintō-Schreins. Einige Wörter werden nahezu ausschließlich mit dem Präfix verwendet, so dass man diese Kombination als feststehendes Idiom betrachten kann. Dies sind unter anderem Tee (お茶, ocha) und Reis (ご飯, gohan). Auch in gochisō-sama deshita (御馳走様でした), der Redewendung, mit der man sich nach dem Essen bedankt, steckt ein solches Präfix.
In der japanischen Frauensprache wird das Präfix häufig eingesetzt, einmal weil von Frauen allgemein eine höflichere Ausdrucksweise erwartet wird, und zweitens weil damit bestimmte „Tabubegriffe“ entschärft werden, etwa der Bauch (お腹, onaka).
Eine weitere, rein grammatische Verwendung des Honorativpräfix liegt bei der Bildung von respektvollen Formen der Verben. Zahlreiche Verben besitzen eigene, feststehende Synonyme in der Höflichkeitssprache. Wo ein Synonym nicht existiert kann die Form o + ren’yōkei + ni naru gebildet werden. 

### Ausnahmen
In einer Umfrage wurden Japaner bei verschiedenen Wörtern gefragt, ob sie eher das Präfix go- oder o- einsetzen:
| Wort                  | Deutsch               | o (%)                 | go (%)                | beides möglich (%)    | dominierend           |
| sinojapanische Wörter | sinojapanische Wörter | sinojapanische Wörter | sinojapanische Wörter | sinojapanische Wörter | sinojapanische Wörter |
| --------------------- | --------------------- | --------------------- | --------------------- | --------------------- | --------------------- |
| 立派 rippa            | großartig             | 01,9                  | 92,3                  | 05,9                  | ご立派                |
| 連絡 renraku          | Verbindung            | 03,6                  | 92,1                  | 04,3                  | ご連絡                |
| 予約 yoyaku           | Reservierung          | 02,9                  | 91,8                  | 05,3                  | ご予約                |
| 予算 yosan            | Budget                | 03,6                  | 83,0                  | 13,4                  | ご予算                |
| 葬儀 sōgi             | Beerdigung            | 14,7                  | 80,6                  | 04,7                  | ご葬儀                |
| 相伴 shōban           | Teilhabe              | 30,3                  | 57,6                  | 12,1                  | お相伴/ご相伴         |
| 誕生 tanjō            | Geburt                | 53,2                  | 29,1                  | 17,6                  | お誕生/ご誕生         |
| 返事 henji            | Antwort               | 53,6                  | 22,6                  | 23,8                  | お返事/ご返事         |
| 礼状 reijō            | Dankesbrief           | 74,2                  | 14,9                  | 10,9                  | お礼状                |
| 加減 kagen            | körperliches Befinden | 87,8                  | 06,3                  | 05,9                  | お加減                |
| 時間 jikan            | Zeit                  | 95,1                  | 01,1                  | 03,7                  | お時間                |
| 食事 shokuji          | Speise                | 95,3                  | 00,9                  | 03,9                  | お食事                |
| japanische Wörter     |                       |                       |                       |                       |                       |
| 怒り ikari            | Wut                   | 94,5                  | 03,4                  | 02,0                  | お怒り                |
| 気遣い kitsukai       | Sorge                 | 94,2                  | 02,2                  | 03,6                  | お気遣い              |
| 支払い shiharai       | Zahlung               | 94,0                  | 01,0                  | 05,0                  | お支払い              |
| 知合い shiriai        | Bekannter             | 93,5                  | 01,3                  | 05,2                  | お知り合い            |
| 引っ越し hikkoshi     | Umzug                 | 92,7                  | 02,2                  | 05,2                  | お引っ越し            |
| 気軽に kikaru ni      | leichten Herzens      | 87,0                  | 05,8                  | 07,2                  | お気軽に              |
| 身内 miuchi           | Verwandte             | 81,5                  | 12,5                  | 06,0                  | お身内                |
| 入り用 iriyō          | Bedürfnis             | 33,6                  | 58,4                  | 08,0                  | ご入り用/お入り用     |
| ゆっくり yukkuri      | langsam               | 00,9                  | 97,6                  | 01,6                  | ごゆっくり            |

Weitere sind o-denwa (お電話, dt. „Telefon“), o-rei (お礼, dt. „Dank“), o-genki (お元気, dt. „gesund“).

### Übersetzung
Die deutsche Sprache kennt kein Honorativpräfix. Bei der Übertragung ins Deutsche fällt das Präfix daher einfach weg, eine Umschreibung wie „verehrte Mitte“ für o-naka („Bauch“) wirkt stilistisch eher unsinnig. Stattdessen wird der Satz als ganzes betrachtet und das Sprachniveau des entsprechenden deutschen Satzes angepasst. Beispiel:
当駅で喫煙を御遠慮ください.
tōeki de kitsuen o go-enryo kudasai.
Wir bitten Sie darum, im Bahnhofsbereich auf das Rauchen zu verzichten.
enryo, zu deutsch „Verzicht“, ist in diesem Satz mit einem Honorativpräfix versehen. Dieses fällt im Deutschen weg, stattdessen wird die Höflichkeit rein durch die indirekte Formulierung erreicht, die auch im japanischen Satz vorhanden ist. Man vergleiche hierzu: „In diesem Bahnhof herrscht Rauchverbot.“

### Historisches
Eine rein historische Verwendung des Präfixes sind japanische Frauennamen, diese wurden durch o + Wort gebildet, zum Beispiel O-Haru (お春, dt. „Frühling“). Frauennamen dieser Art finden sich oft in Samuraifilmen (jidai geki).
Eine ursprüngliche Bedeutung des Schriftzeichens 御 gyo ist „kaiserlich“, weswegen es auch in Worten vorkommt, die mit dem Kaiser in Verbindung stehen. Das Go- in den Namen einiger Kaiser (wie Go-Shirakawa) ist allerdings ein anderes Schriftzeichen; das Präfix-Kanji 後 go bedeutet hier „nachfolgend“ und entspricht somit dem europäischen „II“.